# Crossomeles acutipennis
Crossomeles acutipennis là một loài bọ cánh cứng trong họ Cerambycidae.